# Championnat de Santa Catarina de football 2007
Navigation
Édition précédente Édition suivante
Le championnat de Santa Catarina de football de 2007 était la 82e édition du championnat de Santa Catarina de football. Il fut remporté par le club de Chapecoense, qui remporte à cette occasion son 3e titre à ce niveau.

## Fonctionnement
Le championnat se déroule deux phases, matches aller et matchs retour. Le 1er de la phase aller gagne sa place en finale, où le rejoint le vainqueur de la phase retour. La finale se dispute en deux matches, aller et retour également. Dans l'hypothèse où la même équipe gagne les deux phases de championnat, elle est directement déclarée championne.

## Clubs
En 2007, la division principale du championnat regroupait 12 équipes:
- Atlético de Ibirama (Ibirama)
- Avaí FC (Florianópolis)
- Brusque FC (Brusque)
- Chapecoense (Chapecó)
- Criciúma EC (Criciúma)
- Figueirense FC (Florianópolis)
- Guarani Palhoça (Palhoça)
- Joinville EC (Joinville)
- GE Juventus (Jaraguá do Sul)
- CN Marcílio Dias (Itajaí)
- CA Metropolitano (Blumenau)
- EC Próspera (Criciúma).

## Matches aller
| 1 | Criciúma            | 28 | 11 | 9 | 1 | 1 | 24 | 9  | +15 |
| 2 | Juventus            | 25 | 11 | 8 | 1 | 2 | 31 | 15 | +16 |
| 3 | Atlético de Ibirama | 17 | 11 | 4 | 5 | 2 | 16 | 12 | +4  |
| 4 | Chapecoense         | 17 | 11 | 4 | 5 | 2 | 14 | 12 | +2  |
| 5 | Brusque             | 14 | 11 | 3 | 5 | 3 | 14 | 12 | +2  |
| 6 | Guarani             | 13 | 11 | 4 | 1 | 6 | 14 | 17 | -3  |
| 7 | Figueirense         | 12 | 11 | 4 | 0 | 7 | 16 | 16 | 0   |
| 8 | Avaí                | 12 | 11 | 3 | 3 | 5 | 14 | 17 | -3  |
| 9 | Metropolitano       | 12 | 11 | 3 | 3 | 5 | 15 | 20 | -5  |
| 10 | Marcílio Dias       | 11 | 11 | 2 | 5 | 4 | 8  | 13 | -5  |
| 11 | Joinville           | 11 | 11 | 2 | 5 | 4 | 19 | 28 | -9  |
| 12 | Próspera            | 8  | 11 | 2 | 2 | 7 | 14 | 27 | -13 |
| Pts - points marqués; J - matches joués; V - victoires; N - matches nuls; D - défaites; bp - buts pour; bc - buts contre; dif. - différence de buts |                     |    |    |   |   |   |    |    |     |

## Matches retour
| 1 | Chapecoense         | 29 | 11 | 9 | 2 | 0 | 24 | 11 | +13 |
| 2 | Criciúma            | 26 | 11 | 8 | 2 | 1 | 27 | 13 | +14 |
| 3 | Avaí                | 24 | 11 | 7 | 3 | 1 | 27 | 14 | +13 |
| 4 | Figueirense         | 21 | 11 | 6 | 3 | 2 | 24 | 16 | +8  |
| 5 | Atlético de Ibirama | 20 | 11 | 6 | 2 | 3 | 21 | 16 | +5  |
| 6 | Guarani             | 14 | 11 | 4 | 2 | 5 | 18 | 22 | -4  |
| 7 | Metropolitano       | 11 | 11 | 3 | 2 | 6 | 14 | 20 | -6  |
| 8 | Brusque             | 9  | 11 | 2 | 3 | 6 | 14 | 24 | -10 |
| 9 | Joinville           | 8  | 11 | 2 | 2 | 7 | 12 | 20 | -8  |
| 10 | Marcílio Dias       | 8  | 11 | 2 | 2 | 7 | 16 | 26 | -10 |
| 11 | Juventus            | 4  | 11 | 1 | 1 | 9 | 13 | 25 | -12 |
| 12 | Próspera*           | -1 | 11 | 3 | 2 | 6 | 16 | 27 | -11 |
| Pts - points marqués; J - matches joués; V - victoires; N - matches nuls; D - défaites; bp - buts pour; bc - buts contre; dif. - différence de buts |                     |    |    |   |   |   |    |    |     |

* Próspera perdit 12 points pour avoir utilisé irrégulièrement un joueur.

## Finale
Chapeocoense joua le premier match à domicile, ayant obtenu moins de points dans les deux phases cumulées. Le premier match se solda par une victoire de Chapecoense par 1 à 0. Au retour, Criciúma concéda le match nul sur sa pelouse et Chapecoense fut déclaré vainqueur.
| 29 avril 2007 | Chapecoense | 1–0 | Criciúma EC | Estádio Índio Condá (Chapecó) |
|               | Rony 55e    |     |             |                               |

| 6 mai 2007 | Criciúma EC                       | 2–2 | Chapecoense                      | Heriberto-Hülse (Criciúma) |  |
|            | Clodoaldo 15e Bilica 66e (contra) |     | Jean Carlos 56e Fábio Wesley 79e |                            |  |

## Classement final
| 1 | Chapecoense         | 50 | 24 | 14 | 8 | 2  | 42 | 25 | +17 |
| 2 | Criciúma            | 55 | 24 | 17 | 4 | 3  | 53 | 25 | +28 |
| 3 | Atlético de Ibirama | 37 | 22 | 10 | 7 | 5  | 37 | 28 | +9  |
| 4 | Avaí                | 36 | 22 | 10 | 6 | 6  | 41 | 31 | +10 |
| 5 | Figueirense         | 33 | 22 | 10 | 3 | 9  | 40 | 32 | +8  |
| 6 | Juventus            | 29 | 22 | 9  | 2 | 11 | 44 | 40 | +4  |
| 7 | Guarani             | 27 | 22 | 8  | 3 | 11 | 32 | 39 | -7  |
| 8 | Metropolitano       | 23 | 22 | 6  | 5 | 11 | 29 | 40 | -11 |
| 9 | Brusque             | 23 | 22 | 5  | 8 | 9  | 30 | 31 | -1  |
| 10 | Marcílio Dias       | 19 | 22 | 4  | 7 | 11 | 24 | 39 | -15 |
| 11 | Joinville           | 19 | 22 | 4  | 7 | 11 | 31 | 48 | -17 |
| 12 | Próspera**          | 7  | 22 | 2  | 2 | 7  | 14 | 27 | -13 |
| Pts - points marqués; J - matches joués; V - victoires; N - matches nuls; D - défaites; bp - buts pour; bc - buts contre; dif. - différence de buts |                     |    |    |    |   |    |    |    |     |

** Próspera perdit 12 points pour avoir utilisé irrégulièrement un joueur.
|  |                                                                                              |
|  | Qualifié pour le championnat du Brésil de Série C de 2007 et pour la coupe du Brésil de 2008 |
|  | Qualifié pour la coupe du Brésil de 2008                                                     |
|  | Relégués en division spéciale de 2007.                                                       |

## Sources
- (pt) Cet article est partiellement ou en totalité issu de l’article de Wikipédia en portugais intitulé « Campeonato Catarinense de Futebol de 2007 » (voir la liste des auteurs).